# Naschiba Ichsanowa

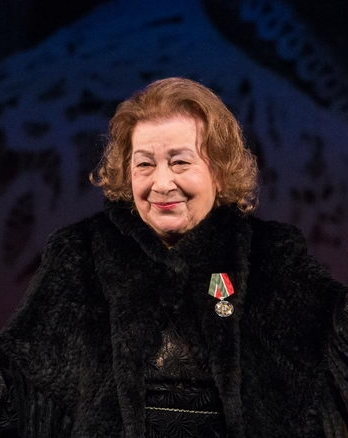
Naschiba Ichsanowa (2018)

Naschiba Gimajewna Ichsanowa (russisch Нажиба Гимаевна Ихсанова, tatarisch Нәҗибә Гыймай кызы Ихсанова Nәҗibә Gyjmai kysy Ichsanowa; * 25. Januar 1938 in Nowy Taschlyjar, Tumutukski Rajon, Tatarische ASSR; † 12. März 2021 in Kasan, Tatarstan) war eine sowjetische und tatarische Schauspielerin und Autorin. Am 4. Juli 2000 wurde sie mit dem Titel Volkskünstler Russlands ausgezeichnet.

## Leben
Die tatarische Schauspielerin Naschiba Ichsanowa war das fünfte Kind von Minniyamal und Gimadelislam Ichsanow. 
Den ersten Bühnenauftritt hatte Nadschiba in ihrem Geburtsort. Im winzigen Dorf gab es nur eine Grundschule, die auch als Begegnungsstätte diente. Zusammen mit ihrem Lehrer organisierten die Jugendlichen und Kinder eigenständig Theatervorstellungen und Konzerte. Die ganze Familie der jungen Naschiba nahm an den Vorführungen teil. Sie selbst erinnerte sich später gerne an die Rollen in den Theaterstücken nach klassischen tatarischen Werken und Lieder aus der tatarischen Folklore.
Nach der Schule zog Ichsanowa mit einigen Mitschülern nach Kasan, um ihren Traum eine Lehrerin zu werden, zu verwirklichen. Für die Aufnahmeprüfung musste man einen Aufsatz schreiben, und das hat die junge Frau abgeschreckt. Ihre Freunde überzeugten sie dann davon, es in der Schauspielschule zu versuchen. Von vier Jugendlichen schafften es zwei erfolgreich in der Schule aufgenommen zu werden. Neben Ihsanowa war das Asgar Schakirow. Beide wurden sie später zu anerkannten Meistern des tatarischen Theaters. Im Jahr 1956 begann sie das Studium in der Schtschepkin-Theaterhochschule in Moskau unter Führung von M. Gladkow. 
Nach fünf Jahren Studium wurde Ichsanowa 1961 in die Truppe des Tatarischen Staatlichen Akademischen Theaters Galiasgar Kamal aufgenommen. Dort spielte sie bis 2018, bevor die schwere Krankheit es nicht mehr möglich gemacht hat.
Ichsanowa war eine brillante und temperamentvolle Schauspielerin. Sie erschuf zahlreiche Figuren auf der Bühne, die durch ihre Charaktertiefe und ausgefeilte optische Darstellung hervorstachen.
Gleich mit den ersten Rollen in den Stücken tatarischer Autoren, wie Ayaz Gilyazov, Taci Ğizzät oder Şärif Qamal, gewann die damals junge Schauspielerin Liebe und Anerkennung des Publikums in Tatarstan. 
Insgesamt zählte das Repertoire von Ichsanowa über 100 Theaterrollen aus den nationalen und internationalen Literatur- und Theaterwerken. Einen besonderen Platz darin fanden die Rollen in den Theaterstücken, die ihr Kommilitone und späterer Ehemann Tufan Miñnullin schrieb. Darüber hinaus wirkte die Schauspielerin in Film-, Fernseh-, und Radioproduktionen mit, arbeitete in der Nachsynchronisierung von Filmen in die tatarische Sprache. 
Ob in einer Haupt- oder Nebenrolle, Naschiba Ichsanowa fiel auf der Bühne auf, deshalb liebte das Publikum sie und behält sie im Gedächtnis. Um die Jahrtausendwende erkrankte die Schauspielerin an Alzheimer und mied seitdem die Öffentlichkeit.

## Auswahl aus der Liste ihrer Rollen
| Rolle    | Stück                               | Autor                                 |
| -------- | ----------------------------------- | ------------------------------------- |
| Rosine   | Der tolle Tag oder Figaros Hochzeit | Pierre Augustin Caron de Beaumarchais |
| Mariana  | Maß für Maß                         | William Shakespeare                   |
| Maria    | Money for Maria                     | Walentin Rasputin                     |
| Maisara  | The American                        | Karim Tinchurin                       |
| Khadicha | Blue Shawl                          | Karim Tinchurin                       |
| Sakhila  | Hoja Nasreddin                      | Naki Isanbet                          |
| Zifa     | Zifa                                | Naki Isanbet                          |
| Jamila   | The Unlucky Youth                   | Galiaskar Kamal                       |
| Themis   | Do not leave the fire, Prometheus!  | Mustai Karim                          |
| Eleonora | I pettegolezzi delle donne          | Carlo Goldoni                         |

## Veröffentlichung
- «Уйнап узган гомер. истәлекләр, уйланулар, әңгәмәләр». Татарстан китап нәшрияты, Казан 2008. ISBN 978-5-298-01604-9.